# Плагијатор (филм)
„Плагијатор“ (енгл. The Words) је амерички играни филм из 2012. који су режирали Брајан Клагмен и Ли Стернтал а главне улоге тумаче Бредли Купер, Денис Квејд, Зои Салдана, Оливија Вајлд и Џереми Ајронс. Премијерно је приказан на фестивалу Санденс, 21. јануара 2012, а дистрибуција у америчким биоскопима је почела 7. септембра исте године.

## Улоге
| Глумац        | Улога          |
| ------------- | -------------- |
| Бредли Купер  | Рори Џенсен    |
| Денис Квејд   | Клејтон Хамонд |
| Зои Салдана   | Дора Џенсен    |
| Оливија Вајлд | Данијела       |
| Џереми Ајронс | старац         |
| Жељко Иванек  | Џозеф Катлер   |